# Recover
Recover eller officielt Tosiva AS er en norsk industri- og skadesservicevirksomhed med hovedkvarter i Oslo og datterselskaber i Norge, Sverige, Danmark og Finland. Koncernen har over 2.000 ansatte heraf 330 i Danmark. I 2022 havde de en omsætning på 4,3 mia. norske kroner. I Danmark er de tilstede igennem selskabet Recover ApS. Virksomheden blev etableret i 2013 og er baseret på det tidligere ISS Skadesservice.